# Fulmar boreal
El fulmar boreal o senzillament fulmar (Fulmarus glacialis) és un ocell marí de la família dels procel·làrids (Procellariidae) d'hàbits pelàgics, que cria colonialment en penya-segats costaners, i habita la resta de l'any al nord dels oceans Atlàntic i Pacífic, i zones àrtiques adjacents.
Va ser descrit per primera vegada com a Procellaria glacialis per Carl Linnaeus el 1761, basant-se en un exemplar del cercle polar àrtic, a Spitsbergen.